# 铁忠
铁忠（1864年—20世纪？）原名铁良，字韵铮。满洲镶白旗人，因祖先驻防荆州而入籍江陵。清朝及中华民国军事人物。

## 生平
铁忠少年时入牛录官学，后来入辅文书院。光绪二十四年（1898年）赴日本留学，入陆军士官学校步兵科第一期。1902年毕业归国，任湖北新军第一镇第二标标统。因为同兵部侍郎铁良同名，乃更名为“铁忠”。1904年，兼任湖北省督练公所军事参议员，负责湖北省新军改编 。宣统二年（1910年），任军事参议官兼兵备处总办，主持湖北省军务，并开办湖北陆军测绘学堂、陆军讲习所、陆军参谋班。
1911年夏，铁忠同湖广总督瑞澂合谋，将集中在武汉三镇的“不稳”新军分别遣派到四川资州、湖南岳州及湖北郧阳、宜昌、襄阳等地。同年农历八月上旬，在武汉的革命党人策划于中秋发动起义，铁忠乃召开武汉三镇知县和队官以上文武官员“紧急防务会议”，宣布部队提前过中秋，中秋节期间不放假，所有子弹缴存库房，楚望台军械库加派官长监督，并准备将守卫军械库的工程营第八营调离，以三十标一营荆州旗籍官兵守卫军械库。会后，铁忠布置警戒工作，并派两位课员监视炮八标二营管带姜明经，调荆州旗兵为主的右路巡防营来武昌，命楚豫舰、楚谦舰等兵舰在长江防线警戒，派工兵在楚望台抢筑工事。10月9日，革命党人彭楚藩、刘复基、杨洪胜被捕，铁忠主审，逼供未成，乃将三人处决。
1911年10月10日，工程第八营举行起义，武昌起义爆发，新军各标进攻湖广总督署，铁忠率司令部卫兵营、宪兵营、巡防营等防守湖广总督署。后来，铁忠率一个排的卫兵在湖广总督署后墙凿开一个洞，保护湖广总督瑞澂经文昌门登上楚豫舰。随后，铁忠赴汉口，命第八镇统制张彪率残部在刘家庙反攻。反攻失败后，铁忠乘火车抵达河南信阳，向钦差大臣荫昌报告武汉失守情况，并指引清军反攻汉口。南北双方对峙时，铁忠曾回到北京述职。南北议和之后，铁忠赴日本。 
1923年1月29日，铁忠获将军府穆威将军。